# El Gordo
El Gordo är en ort i Spanien.   Den ligger i provinsen Provincia de Cáceres och regionen Extremadura, i den centrala delen av landet, 150 km väster om huvudstaden Madrid. El Gordo ligger 324 meter över havet och antalet invånare är 315.
Terrängen runt El Gordo är platt åt nordväst, men åt sydost är den kuperad. Runt El Gordo är det ganska glesbefolkat, med 25 invånare per kvadratkilometer. Närmaste större samhälle är Navalmoral de la Mata, 17,0 km väster om El Gordo. Trakten runt El Gordo består till största delen av jordbruksmark.